# Katoblepas

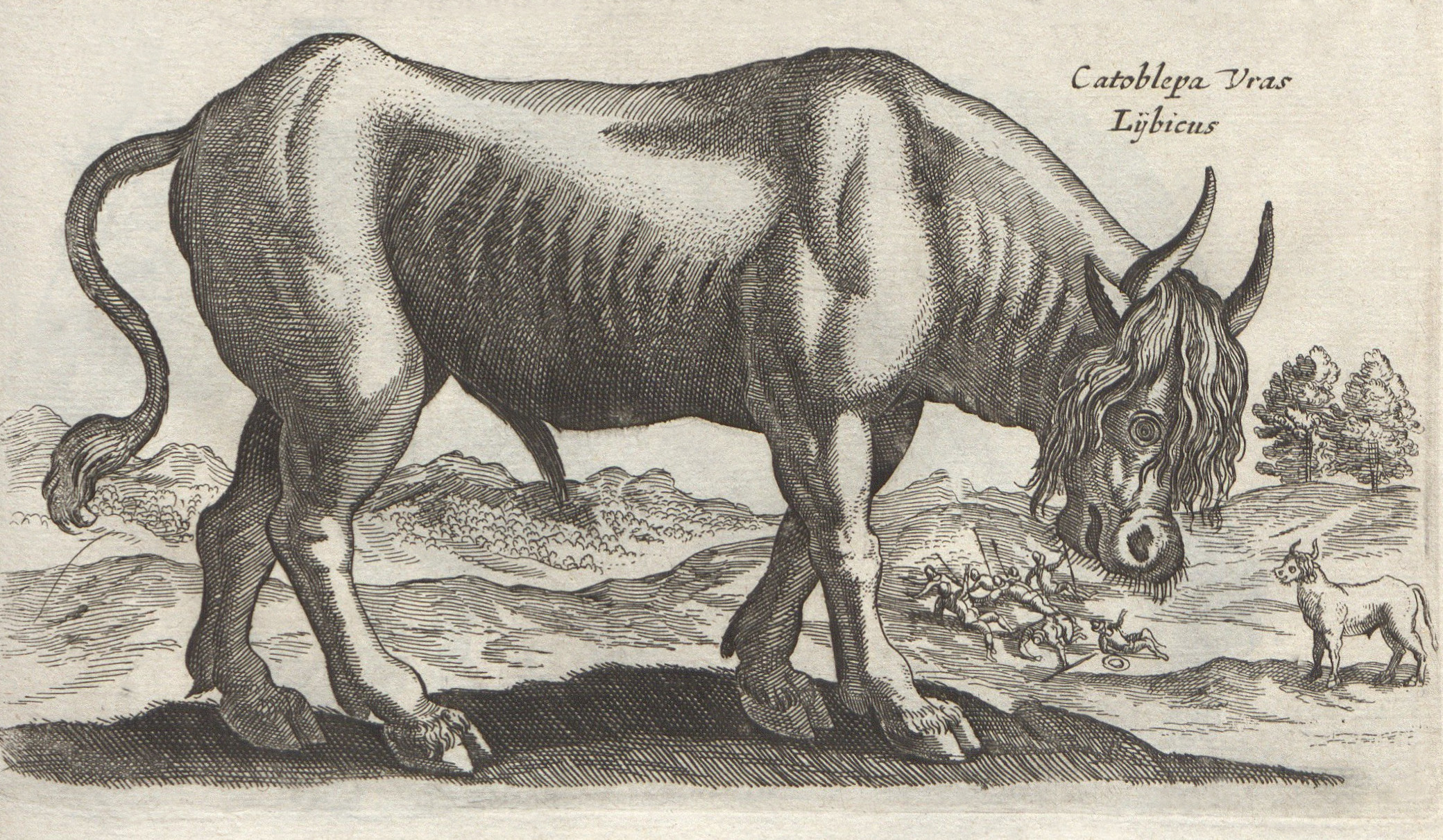
Jan Jonston, Historia naturalis de quadrupedibus, Amsterdam 1657

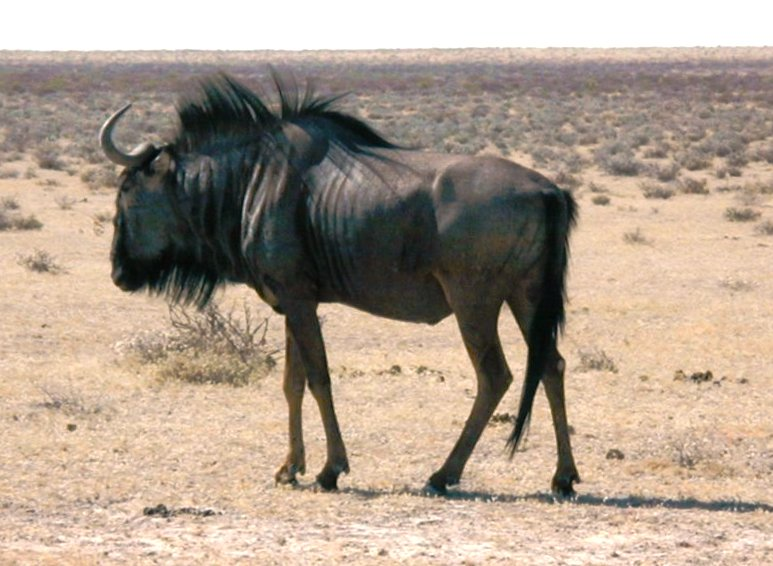
Streifengnu

Der Katoblepas (griechisch καταβλέπω = „der nach unten blickt“) ist ein mythologisches Tier, welches sich angeblich an der Grenze zu Äthiopien aufhält.
Das Tier wurde von Plinius dem Älteren erstmals schriftlich beschrieben und später von Claudius Aelianus in seinem Werk Geschichte der Natur ergänzt. Der Katoblepas hat das Erscheinungsbild eines schwarzen Büffels mit dem Kopf eines Schweines, welchen er wegen seines langen, dünnen Halses nicht aufrecht halten kann, sodass dieser ständig den Boden berührt.
Wie beim Basilisk hat der Blick des Katoblepas eine versteinernde Wirkung.
Wäre sein Kopf nicht so schwer, der Hals nicht so dünn und schlaff, wären die Haare auf dem Kopf nicht so lang und dunkel, könnte der Katoblepas flink um sich blicken und jeden auf der Stelle mit seinem tödlichen Blick versteinern.
Es wird vermutet, dass es sich bei diesen mythologischen Tier um eine Verwechslung mit einem Gnu handelt.

## Beschreibungen aus Altertum und Mittelalter
Plinius (Naturalis historia, 8.77) beschreibt den Katoblepas als eine mittelgroße Kreatur, träge, mit einem schweren Kopf und dem Gesicht immer zum Boden gerichtet. Da sein Blick tödlich ist, sei das Gewicht seines Kopfes ein glücklicher Umstand.
Von Claudius Aelianus stammt eine genauere Beschreibung: das Geschöpf war ein mittelgroßer Herbivore, ungefähr von der Größe eines Hausrindes, mit einer heftigen Mähne, engen, blutunterlaufenen Augen, einem  schuppigen Rücken und struppigen Augenbrauen. Auch hier wird wieder der Kopf als so schwer beschrieben, dass das Tier nur nach unten gucken konnte. In seiner Beschreibung war der Blick allerdings nicht tödlich, aber sein Atem giftig, da es sich nur von giftigen Pflanzen ernähre.

## Rezeption
In etlichen Rogue-like Computer-Rollenspielen gehört das Fabelwesen Catoblepas zum Bestiarium. Das gilt etwa für Angband, Dungeon Crawl Stone Soup oder für The Witcher und The Witcher 3: Wild Hunt. Außerdem begegnen die Protagonisten der Percy-Jackson-Serie Herden von Katoblepas. In dem Videospiel Heroes of Might and Magic III gibt es ein als Gorgon bezeichnete Kreatur mit dem Aussehen und den Fähigkeiten des Katoblepas.

## Quellnachweise, Fußnoten
1. ↑  Lemma im Crawl-Wiki zum Catoblepas